# Pucischie
Pucischie (in croato Pučišća) è un comune di 2.189 abitanti, che si trova nell'Isola di Brazza, nella Regione spalatino-dalmata in Croazia.

## Società

### La presenza autoctona di italiani
È presente una piccola comunità di italiani autoctoni che rappresentano una minoranza residuale di quelle popolazioni italiane che abitarono per secoli la penisola dell'Istria e le coste e le isole del Quarnaro e della Dalmazia, territori che appartennero alla Repubblica di Venezia. La presenza degli italiani a Pucischie è drasticamente diminuita in seguito agli esodi che hanno seguito la prima e la seconda guerra mondiale.
Nel XIX secolo la maggior parte dei residenti era di lingua italiana. Ancora oggi è presente una comunità significativa con origini italiane. Famiglie Martinic (prima Martinis), Eterovic (discendenti illegittimi della nobile famiglia Prodi), Orlandini e altre famiglie hanno origini italiane.

## Geografia antropica

### Località
Il comune di Pucischie è suddiviso in 3 frazioni (naselja), di seguito elencate. Tra parentesi il nome in lingua italiana.
- Gornji Humac (Humazzo superiore[7])
- Pražnica (Prasnizze[8])
- Pucischie, sede comunale